# Ivan Ivančić
Ivan Ivančić (né le 6 décembre 1937 à Grabovnica, dans le royaume de Yougoslavie, de nos jours la Bosnie-Herzégovine, et mort le 28 août 2014 à Zagreb) est un athlète croate anciennement yougoslave spécialiste du lancer du poids. Entré très tardivement dans la compétition, il devient quand même un des meilleurs lanceurs de poids européens de l'époque, à plus de 40 ans. Reconverti entraîneur, il découvre notamment Sandra Perković et entraine son mari Edis Elkasević, de même que Marin Premeru et Ivana Brkljačić.

## Biographie

### Palmarès
| Date | Compétition                    | Lieu         | Résultat | Performance |
| ---- | ------------------------------ | ------------ | -------- | ----------- |
| 1975 | Jeux méditerranéens            | Alger        | 1er      | 19,43 m     |
| 1979 | Jeux méditerranéens            | Split        | 3e       | 19,13 m     |
| 1980 | Championnats d'Europe en salle | Sindelfingen | 3e       | 19,48 m     |
| 1983 | Championnats d'Europe en salle | Budapest     | 3e       | 20,26 m     |
| 1983 | Championnats du monde          | Helsinki     | 12e      | 19,52 m     |

### Records
| Épreuve         | Performance | Lieu | Date |
| --------------- | ----------- | ---- | ---- |
| Lancer du poids | 20,77 m     |      | 1983 |